# Riverside (Wyoming)
Riverside è un centro abitato (town) degli Stati Uniti d'America, situato nella Contea di Carbon dello Stato del Wyoming. Nel censimento del 2000 la popolazione era di 59 abitanti.

## Geografia fisica
Secondo i rilevamenti dell'United States Census Bureau, la località di Riverside si estende su una superficie di 0,7 km², tutti occupati da terre.

## Popolazione
Secondo il censimento del 2000, a Riverside vivevano 59 persone, ed erano presenti 21 gruppi familiari. La densità di popolazione era di 87 ab./km². Nel territorio comunale si trovavano 45 unità edificate. Per quanto riguarda la composizione etnica degli abitanti, il 100% era bianco.
Per quanto riguarda la suddivisione della popolazione in fasce d'età, l'11,9% era al di sotto dei 18, il 3,4% fra i 18 e i 24, il 18,6% fra i 25 e i 44, il 44,1% fra i 45 e i 64, mentre infine il 22,0% era al di sopra dei 65 anni di età. L'età media della popolazione era di 50 anni. Per ogni 100 donne residenti vivevano 110,7 maschi.